# Klaus Horstmann-Czech
Klaus Horstmann-Czech (Ústí nad Labem, 23 juni 1943 – Heidelberg, 4 juni 2022) was een Duitse beeldhouwer.

## Leven en werk
Horstmann-Czech werd geboren in Ústí nad Labem in Tsjechië. In 1948 verhuisde de familie naar Duitsland en vestigde zich in Heidelberg. Hier begon hij een grafische opleiding, die hij van 1965 tot 1968 in Berlijn voortzette. Van 1969 tot 1963 had Horstmann-Czech de leiding over de Moderne Galerie en hij was medeoprichter van de Berlijnse kunstbeurs. In 1974 verbleef hij in Perugia, waar hij een opleiding beeldhouwkunst volgde aan de Accademia di Belle Arti di Perugia. Terug in Berlijn studeerde hij van 1975 tot 1978 bij de beeldhouwer Bernhard Heiliger aan de Hochschule der Künste Berlin. Aansluitend was hij van 1979 tot 1984 docent aan de universiteit Berlin-Steglitz. Hij ontving de Kunstpreis der Stadt Salzburg. De kunstenaar werkt voornamelijk met de materialen staal en marmer en nam aan diverse beeldhouwersymposia in Italië deel.
Hij woonde en werkte op uitnodiging van het stadsbestuur van Heidelberg sinds 1985 in Villa Kohlhof in Heidelberg en in Marina di Carrara. Hij overleed in Heidelberg op 79-jarige leeftijd.

## Werken (selectie) in Heidelberg
- Brunnen, Bismarckplatz
- Durchlaufende Kugel, 3 Phasen (1974/1991), Skulpturenpark Heidelberg in Heidelberg[3]
- Brunnenanlage Atlantis (1994/95), Orthopädische Klinik Heidelberg in Heidelberg-Schlierbach
- Primavera (2000)
- Panta rhei (2000)
- Dialog mit der Zeit (2008) - groep marmeren objecten
- Catenan (2010), Organisch-Chemischen Institut (gebouw INF271) van de Universiteit Heidelberg[4]

Voorts werken in de openbare ruimte van Weimar (Hommage an Goethe - 1999), Berlijn, Wiesloch, Ulm, Neckargemünd, Buddusò (Sardinië), Teulada (Italië), Vicenza (Italië) en Silkeborg (Denemarken).

## Museumcollecties
- Museum der Sommerakademie Salzburg in Salzburg
- Kunsthalle Mannheim in Mannheim
- Kurpfälzisches Museum der Stadt Heidelberg in Heidelberg
- Stadtmuseum Weimar in Weimar
- Muzeum mesta in Ústí nad Labem
- Bauhaus Archiv, Museum für Gestaltung in Berlijn

## Fotogalerij

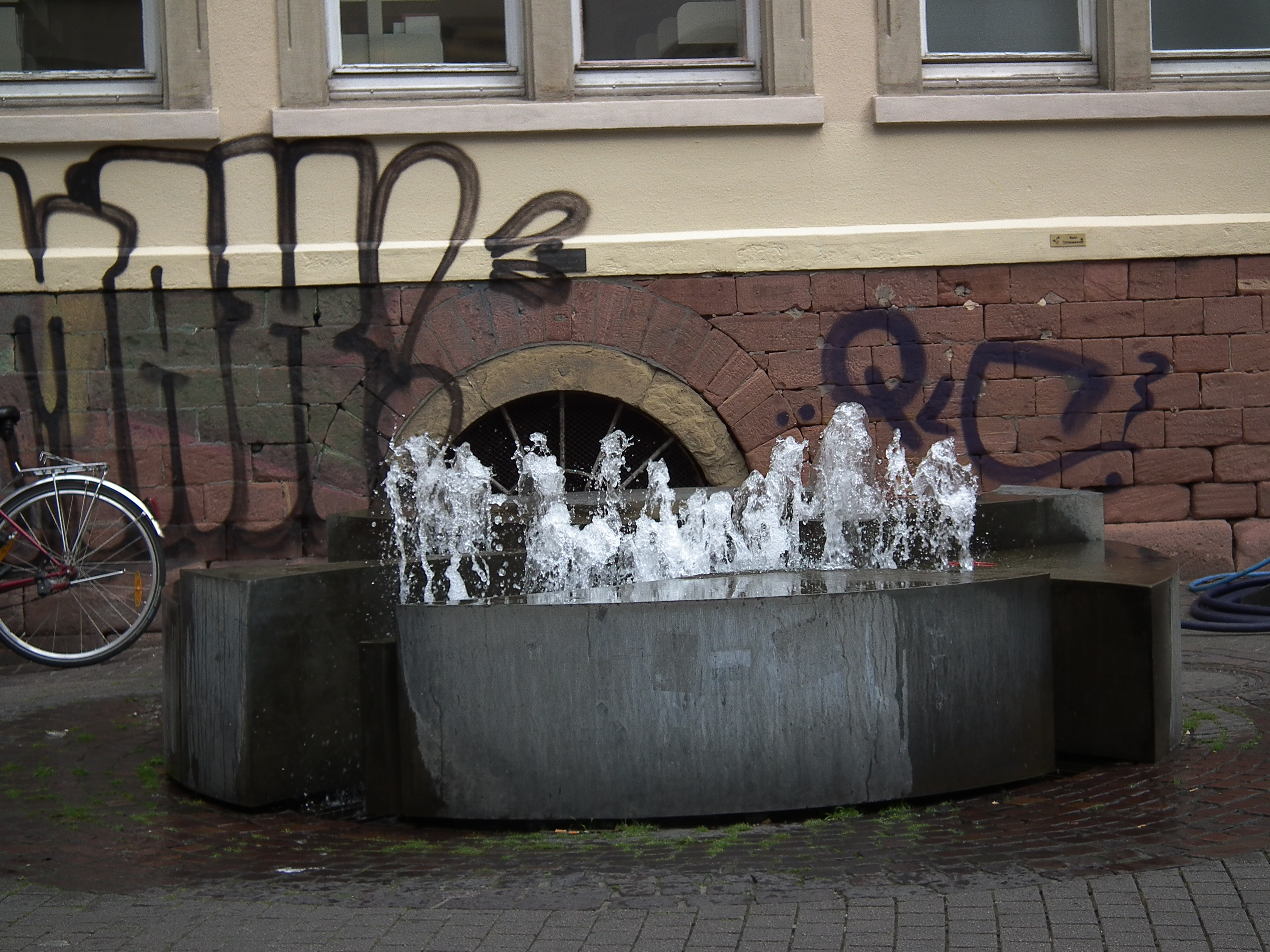
Fontein Flower in Heidelberg
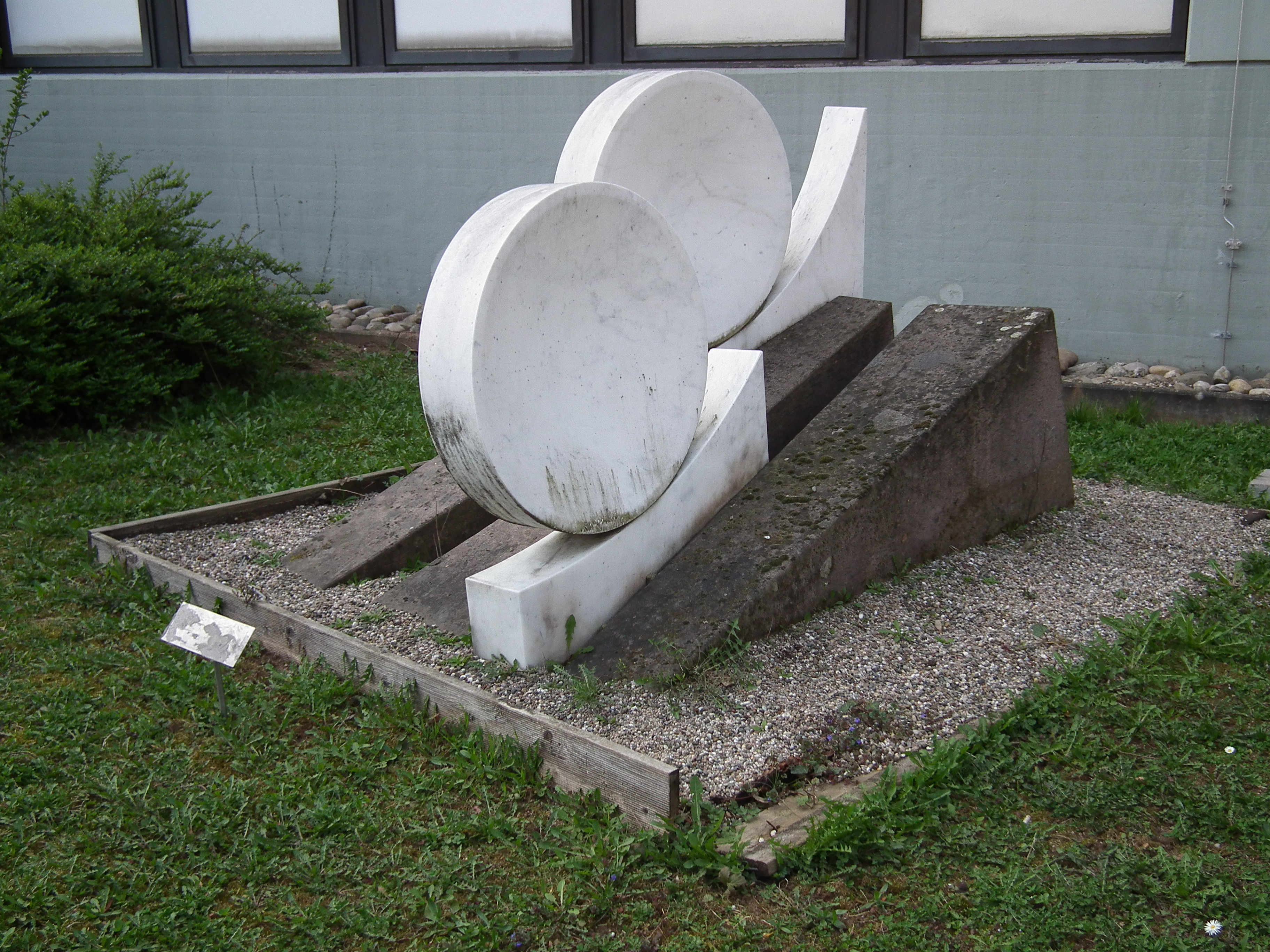
Sculptuur Krankenhaus Salem in Heidelberg
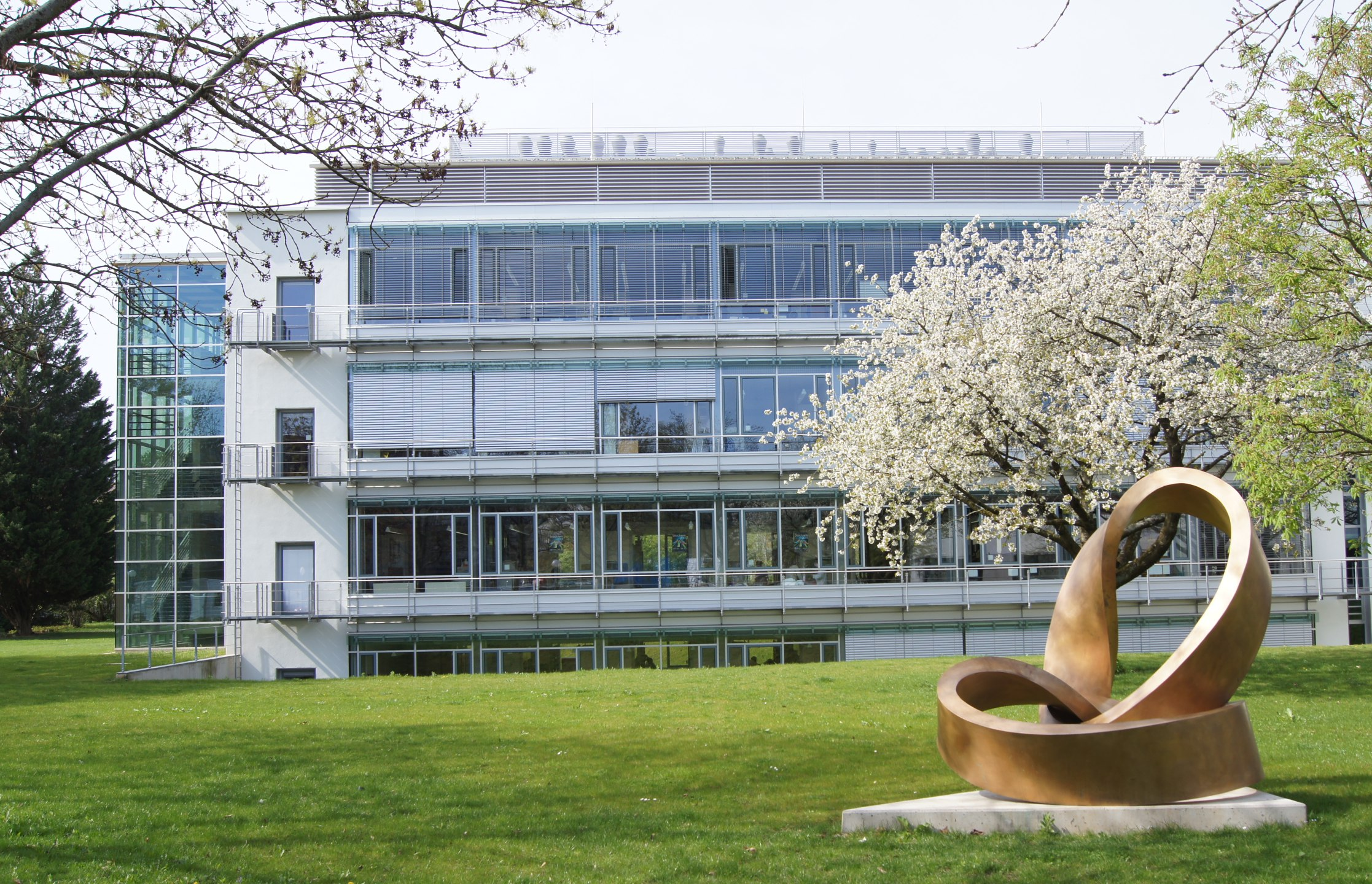
Catenan (2009), Universität Heidelberg